# Krasobruslení na Zimních olympijských hrách 1928
Na II. Zimních olympijských hrách se závodilo ve třech krasobruslařských disciplínách. Závodištěm pro tyto disciplíny byl zimní stadion Badrutts-Park. Závodilo se na ledové ploše o rozměrech 40 x 35 metrů a závodům mohlo přihlížet až 4.700 diváků. Rakousko získalo z krasobruslařských soutěží nejvíce medailí ze všech zemí, ale mezi těmito čtyřmi medailemi chyběla ta nejcennější medaile – zlatá.

## Medailové pořadí zemí
| Pořadí | Země                         | Zlato | Stříbro | Bronz | Celkově |
| ------ | ---------------------------- | ----- | ------- | ----- | ------- |
| 1.     | Francie (FRA)                | 1     | 0       | 0     | 1       |
| 1.     | Norsko (NOR)                 | 1     | 0       | 0     | 1       |
| 1.     | Švédsko (SWE)                | 1     | 0       | 0     | 1       |
| 4.     | Rakousko (AUT)               | 0     | 3       | 1     | 4       |
| 5.     | Belgie (BEL)                 | 0     | 0       | 1     | 1       |
| 5.     | Spojené státy americké (USA) | 0     | 0       | 1     | 1       |
|        | Celkem                       | 3     | 3       | 3     | 9       |

## Medailisté

### Muži
Soutěž se skládala z povinných sestav a pětiminutové volné jízdy. Výkony závodníků posuzovalo sedm rozhodčích. Ze 17 závodníků byl jeden nucen závod vzdát kvůli nemoci.
Vítězství z Chamonix obhájil Švéd Gillis Grafström a byla to již jeho třetí zlatá olympijská medaile v řadě. Tentokrát se však jednalo o nejtěsnější vítězství a druhý Rakušan Wilhelm Böckl se cítil být poškozen nepřízní rozhodčích. Československý reprezentant Josef Slíva, který přijel přímo z Cortiny d'Ampezzo s titulem akademického mistra světa, skončil přes medailové ambice až na pátém místě.
| Disciplína | Zlato                            | Výkon   | Stříbro                      | Výkon   | Bronz                               | Výkon   |
| ---------- | -------------------------------- | ------- | ---------------------------- | ------- | ----------------------------------- | ------- |
| muži       | Gillis Grafström · Švédsko (SWE) | 1630,75 | Willy Böckl · Rakousko (AUT) | 1625,50 | Robert van Zeebroeck · Belgie (BEL) | 1542,75 |

### Ženy
Závodnice musely v průběhu soutěže absolvovat povinné sestavy a čtyřminutovou volnou jízdu. Výkony závodnic posuzovalo sedm rozhodčích. Závodů se celkem zúčastnilo 20 závodnic. Sonja Heniová uchvátila rozhodčí svou interpretací Čajkovského baletu Labutí jezero a suverénně zvítězila. Tím získala svou první zlatou olympijskou medaili ze tří v řadě. Stříbrná medaile také putovala do Evropy díky Rakušance Fritzi Burgerové, ale další místa již obsadily Američanky a Kanaďanky.
Norka Sonja Henie se díky svým 15 letům a 315 dnům v době svého olympijského vítězství stala až do roku 1998 nejmladší vítězkou zimních olympijských her. Tehdy se stala nejmladší vítězkou také krasobruslařska, Američanka Tara Lipinská.
| Disciplína | Zlato                      | Výkon   | Stříbro                           | Výkon   | Bronz                                              | Výkon   |
| ---------- | -------------------------- | ------- | --------------------------------- | ------- | -------------------------------------------------- | ------- |
| ženy       | Sonja Henie · Norsko (NOR) | 2452,25 | Fritzi Burgerová · Rakousko (AUT) | 2248,50 | Beatrix Loughranová · Spojené státy americké (USA) | 2254,52 |

### Smíšené soutěže
Olympijská soutěž sportovních párů se skládal pouze z jedné části, volné jízdy. Výkony jednotlivých párů posuzovalo sedm rozhodčích. Závodů se zúčastnilo 13 párů, které měly štěstí na kvalitní led i pěkné počasí.
Vítězství si po velkém boji s druhým rakouským párem odvezli Francouzi Andrée Jolyová a Pierre Brunet. Čtvrté místo obsadila Američanka Beatrix Loughranová, která již měla bronz ze soutěže jednotlivkyň. Závodů se také zúčastnil československý pár Libuše Veselá a Vojtěch Veselý. Libuše Veselá se tak stala první ženou, která reprezentovala Československo na zimních olympijských hrách.
| Disciplína        | Zlato                                          | Výkon  | Stříbro                                        | Výkon | Bronz                                              | Výkon |
| ----------------- | ---------------------------------------------- | ------ | ---------------------------------------------- | ----- | -------------------------------------------------- | ----- |
| sportovní dvojice | Francie (FRA) · Andrée Jolyová · Pierre Brunet | 100,50 | Rakousko (AUT) · Lilly Scholzová · Otto Kaiser | 99,25 | Rakousko (AUT) · Melitta Brunnerová · Ludwig Wrede | 93,25 |